# Nonnette
Pour l’article ayant un titre homophone, voir Nonette.

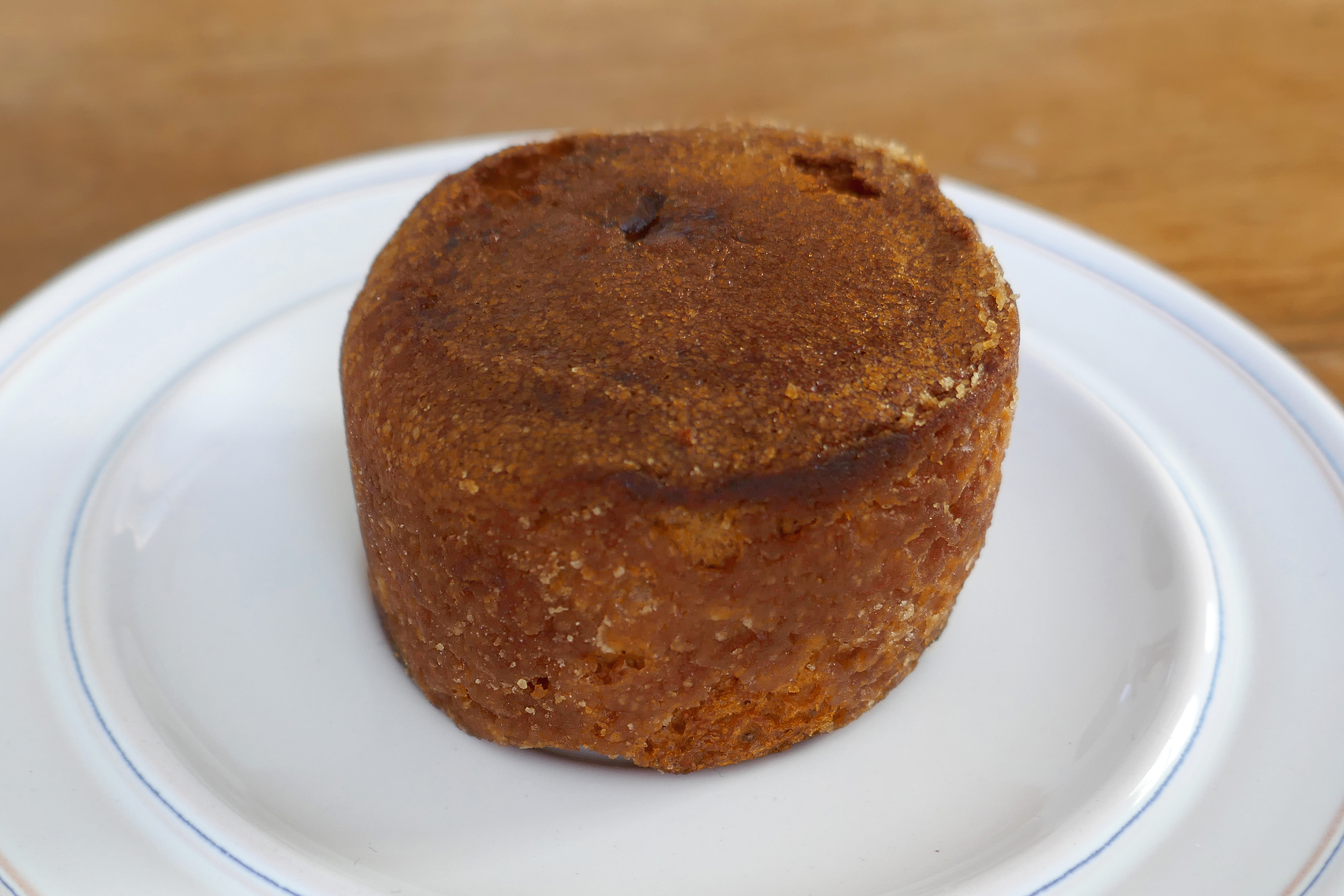
Nonnette.

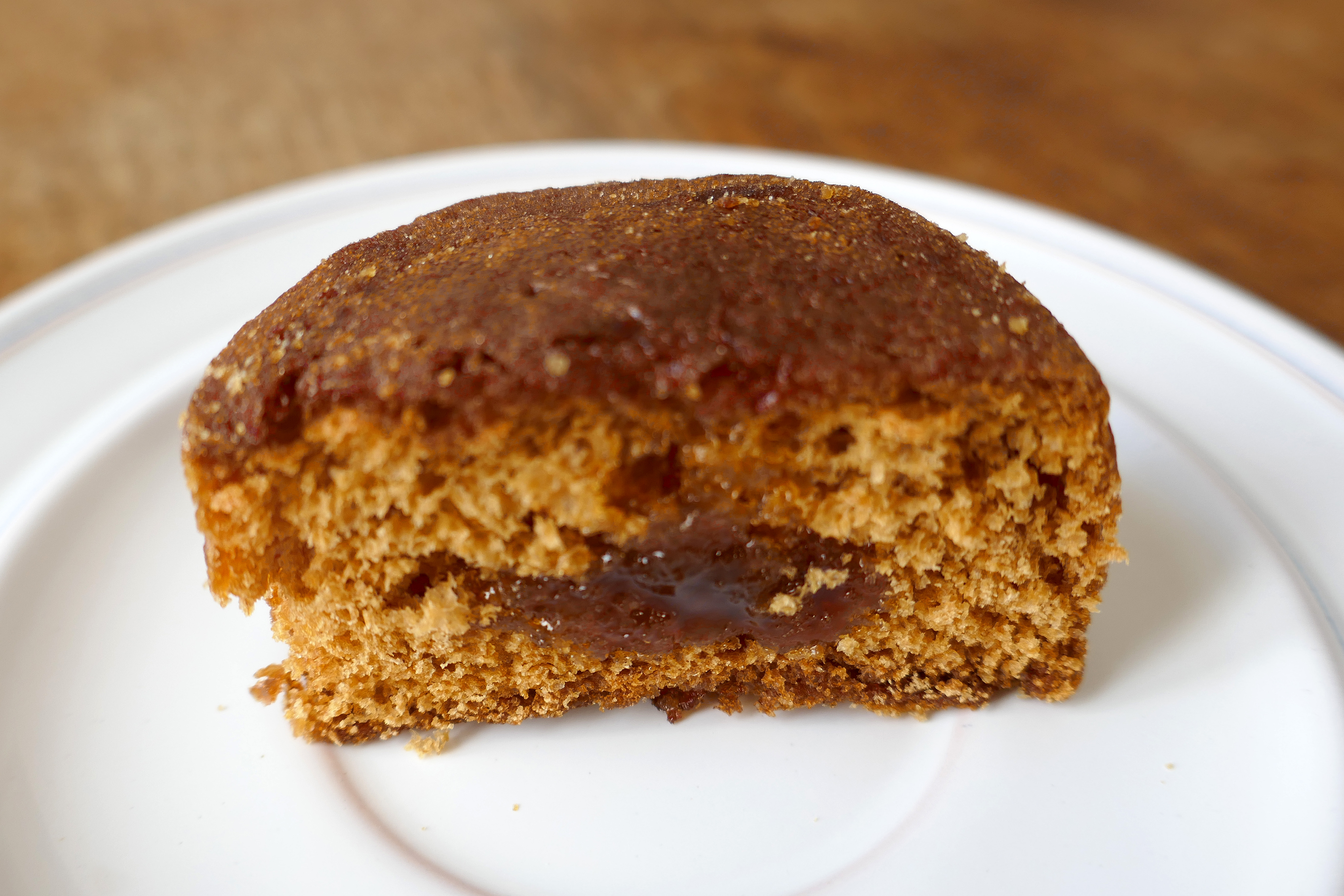
Nonnette en coupe.

La nonnette est un petit gâteau à base de pain d'épices, fourré de marmelade d'orange et légèrement nappé de miel.
Au Moyen-Âge, les nonnes fabriquaient dans leur monastère ce gâteau, ce qui explique son nom.
Les nonnettes se vendaient fréquemment aux voyageurs des diligences puis des trains au XIXe siècle.  

## Caractéristiques géographiques
La spécialité est reconnue à Reims en Champagne-Ardenne, où elle est exclusivement à la marmelade d'orange,  glacée au blanc d'œuf et au miel de fleurs de la Marne. Elle peut être agrémentée d’eau de fleur d’oranger, de dragées, de citron et de « nonpareilles ». Elle y est née sur la réputation du pain d'épices de Reims, qui comptait au milieu du XVIIIe siècle une douzaine de maîtres pain d'épiciers. On surnommait alors les rémois « mangeurs de pain d'épice » et les nonnettes sont un cadeau traditionnel de la fête de Saint-Nicolas. Elles s'exportent grâce aux foires de Reims, vers Paris et les grandes villes du nord et de l'est. L'archichancelier de l'Empire Cambacérès se faisait expédier depuis Reims ses nonnettes régulièrement, princes et nobles en sont friands, et il est d'usage d'en offrir à la Cour aux visiteurs. Le petit palet de pain d’épices confituré deviendra ainsi, au XVIIIe siècle, l’une des spécialités pâtissières phare de la ville de Reims. 
Actuellement, seule la Maison Fossier fabrique encore les nonnettes de Reims, car la variante des nonnettes de Dijon et de Bourgogne, qui tolère des fourrages à l'abricot, au cassis, etc. et dont le glaçage est un sirop de fruit au miel, a supplanté la spécialité rémoise à la fin du XIXe siècle. Les nonnettes de Dijon sont aujourd'hui largement popularisées par les maisons locales.
Des variétés de nonnettes sont connues jusqu'en Lorraine (telles que les nonnettes de Remiremont) à Baccarat et jusque dans le Lyonnais et même dans les contrées plus méridionales.